# Свірчевський Іпполіт Вікторович
Свірчевський Іпполіт Вікторович (12 серпня 1886 — ?) — генеральний хорунжий Армії Української Держави.

## Життєпис
Закінчив Володимирський Київський кадетський корпус, 1-ше Павлівське військове училище (у 1895 році), служив у 14-й артилерійській бригаді (місто Кишинів). Закінчив Миколаївську академію Генерального штабу за 1-м розрядом (у 1903 році). Брав участь у Російсько-японській війні, був контужений. Служив на штабових посадах в Одеському військовому окрузі. З 6 грудня 1908 року — підполковник. З 6 листопада 1911 року — полковник. Брав участь у Першій світовій війні. Обіймав посади начальника штабів 63-ї, 125-ї, 151-ї піхотних, 6-ї Кавказької та 4-ї Туркестанської стрілецьких дивізій. З 18 листопада 1915 року — командир 62-го піхотного Суздальського полку. 6 січня 1916 року був поранений. З 2 квітня 1917 року — генерал-майор 3 жовтня 1917 року — начальник 16-ї піхотної дивізії 6-го армійського корпусу.
З травня 1918 року до 29 жовтня 1918 року — начальник 16-ї пішої дивізії Армії Української Держави. 28 грудня 1918 року подав прохання про зарахування в Дієву армію УНР, але побажав служити в Одесі, яка на той час вже була зайнята військами Антанти та білими.
Того ж дня виїхав до Одеси. З початку 1919 року у резерві Збройних Сил Півдня Росії. З 8 листопада 1919 року — командувач 8-ї Донської пластунської бригади. З 25 березня 1920 року — у резерві командного складу Російської армії П. Врангеля. У жовтні 1920 року залишився у захопленому червоними Криму.
Подальша доля невідома.